# St Mary Magdalene’s Church (Boveney)

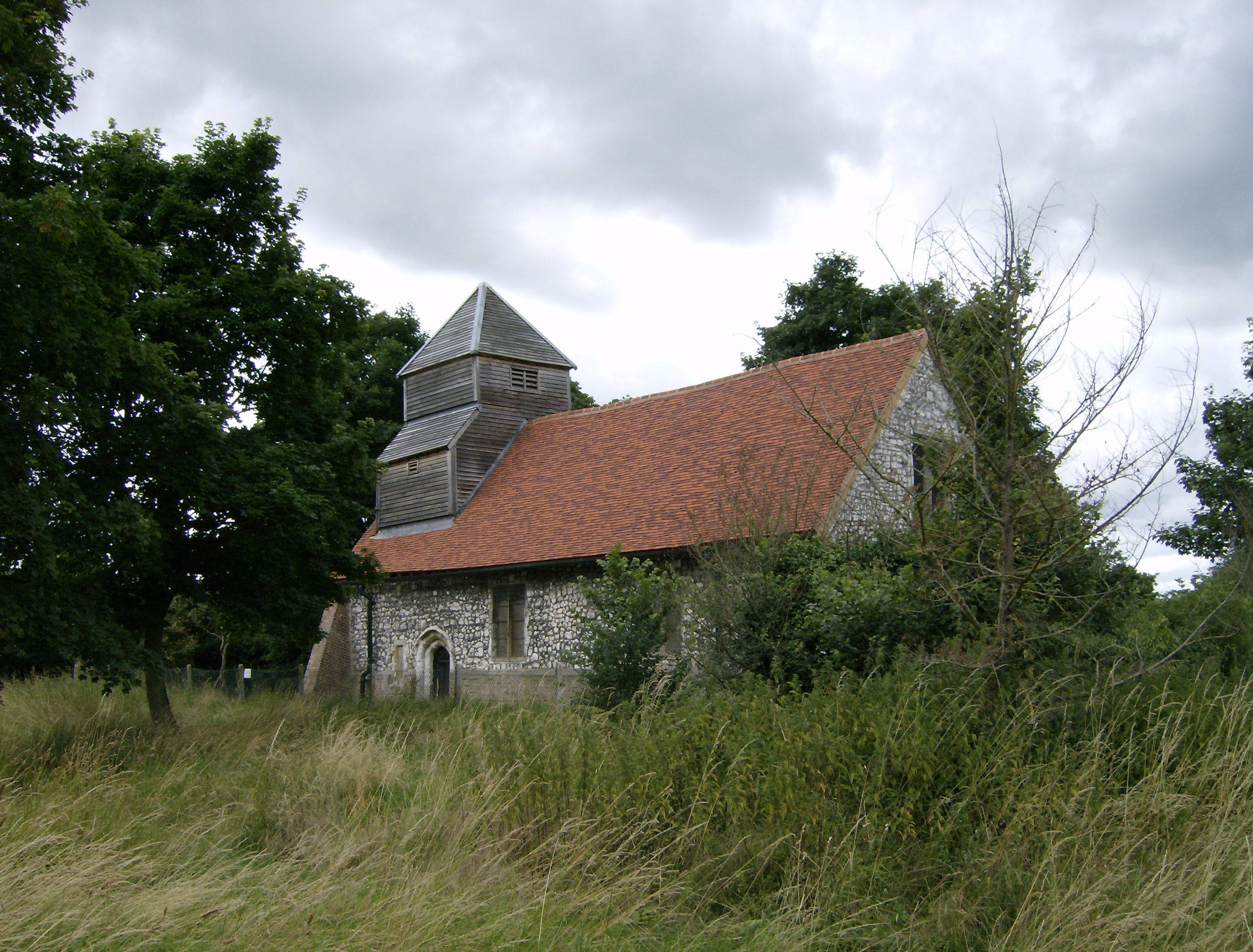
St Mary Magdalene’s Church in Boveney, Blick von Südosten

St Mary Magdalene’s Church ist ein nicht mehr benutztes Kirchengebäude am nördlichen Ufer der Themse in der Nähe von Boveney in Buckinghamshire in England. Sie steht etwa drei Kilometer westlich von Eton College. Das Bauwerk wurde am 23. September 1955 von English Heritage im Grade I in die Statutory List of Buildings of Special Architectural or Historic Interest aufgenommen. Sie wird von den Friends of Friendless Churches unterhalten.

## Frühe Geschichte
An der Stelle, an der das noch heute existente Bauwerk steht, befand sich schon vor der normannischen Eroberung Englands eine Kirche, doch der heutige Bau stammt aus dem 12. Jahrhundert. Die Fenster und der Kirchturm wurden im 15. Jahrhundert hinzugefügt. Die Kirche wurde vor allem von den Schiffern auf dem Fluss genutzt, weswegen es auch eine Anlegestelle an der Kirche gab. Von dieser gibt es jedoch keine Spuren mehr. Die Kirche war eine Filialkirche der St Peter’s Church in Burnham. Ein Versuch, die Kirche zu einer eigenständigen Pfarrkirche zu machen, schlug 1737 fehl, weil nicht genügend Geld für die Stiftung aufgebracht werden konnte.

## Architektur
St Mary Magdalene’s ist aus Bruchsteinen von Feuerstein und Kreide gebaut. Kleine Fragmente aus Feuerstein wurden in den Mörtel eingearbeitet; diese Vorgehensweise hat teilweise eine funktionelle Bedeutung und ist teilweise von dekorativem Nutzen. Der Kirchturm ist mit Brettern als Wetterschutz verkleidet; er erhebt sich auf einer Holzfachwerkkonstruktion. Der Eingang befindet sich auf der Südseite. Hoch oben an der westlichen Wand ist ein kleines Lanzettfenster, das vermutlich aus dem 12. Jahrhundert stammt. Im Innern der Kirche ist ein Teil des ursprünglichen Kirchengestühls aus dem 15. Jahrhundert erhalten. Der Rest der Innenausstattung stammt weitgehend aus dem 18. und 19. Jahrhundert. In einem Behältnis mit verglaster Vorderseite an der Nordseite der Kirche befinden sich Fragmente von bemalten und vergoldeten Alabaster-Skulpturen, die wahrscheinlich aus dem 15. Jahrhundert stammen; diese stellen biblische Themen dar. Das Geläute besteht aus drei Glocken. Die größte stammt aus dem Jahr 1536 und wurde in einer Gießerei in Reading, Berkshire gegossen, die beiden anderen wurden 1631 und 1636 von Ellis I. Knight gegossen.

## Jüngere Vergangenheit und Gegenwart
Die Kirche wurde 1975 als überflüssig erklärt und daraufhin wurde geplant, sie entweder abzureißen oder zu Wohnzwecken umzubauen. Nach einer örtlich geführten Kampagne ging das Gebäude im Juni 1983 in das Eigentum der Friends of Friendless Churches über. Die Kirche ist immer noch geweiht und wurde seit 1983 gelegentlich für Gottesdienste benutzt. Die Kirche musste dann jedoch für die Öffentlichkeit geschlossen werden, weil sich der Kirchturm als einsturzgefährdet erwies. Nachdem der Verputz aus dem 19. Jahrhundert vom Fuß des Turmes entfernt wurde, stellte man fest, dass das Gebälk völlig verrottet war. Die Kosten für die Instandsetzung beliefen sich auf 200.000 £. Davon wurden rund 70 % von English Heritage als Zuschuss gewährt und der Rest setzte sich aus verschiedenen Quellen zusammen, darunter die Sir John Smith and the Francis Coales Charitable Foundation sowie das Eton College. Die Renovierung des Kirchturmes ist abgeschlossen und während der Jahre 2010–2011 wurden Arbeiten an den Fenstern durchgeführt. Die Restaurierungsarbeiten am Kirchturm wurden 2005 mit einem Preis des Royal Institute of British Architects für Erhaltungsmaßnahmen ausgezeichnet.